# Charles Henri Auguste de Saulces de Freycinet
Pour les articles homonymes, voir Freycinet.
Charles-Henri-Auguste de Saulces de Freycinet, né le 17 février 1823 à Saint-Denis (La Réunion) et mort le 26 novembre 1881 à Rochefort (Charente-Maritime), est un amiral français.

## Biographie
Il est nommé successivement enseigne de vaisseau (1er novembre 1845), lieutenant de vaisseau (21 octobre 1850), capitaine de frégate (26 août 1861), capitaine de vaisseau (20 mai 1869), contre-amiral (9 avril 1878).
Il est le fils de l'amiral et administrateur colonial Louis Henri de Saulces de Freycinet, et eut cinq enfants de son épouse Stéphanie-Clémence-Camille (1833-1910), fille du député de la Charente Jean Frédéric Garnier de La Boissière.